# H mondatok
H mondat, más néven figyelmeztető mondat: egy adott veszélyességi osztályhoz és kategóriához rendelt mondat, amely leírja a veszélyes anyag vagy keverék jelentette veszély természetét, beleértve adott esetben a veszély mértékét is.

## Háttér
Az 1272/2008/EK európai parlamenti és tanácsi rendelet (továbbiakban: CLP rendelet), mely a világszintű Globálisan Harmonizált Rendszer európai adaptációja, új figyelmeztető és óvintézkedésre vonatkozó mondatokat határozott meg.

## Bevezetésének célja
A változtatás célja, hogy világszintű piktogram- és mondatrendszert hozzanak létre, megkönnyítve ezzel az export-import tevékenységet, és elősegítve ezzel az egységes és gyors veszélykommunikációt.
Mivel a CLP jogszabály rendelet, ezért Magyarországon a hatályba lépését követően közvetlenül alkalmazandó. Előírásai alapján 2010. december 1. óta az anyagok (egy összetevős termék) címkéit a korábbi R mondatok helyett ezekkel a mondatokkal kell ellátni (CLP rendelet 21. cikk).
A címkéken használható H mondatok a következőek:

## H mondatok listája
| H200 | Instabil robbanóanyagok. |
| H201 | Robbanóanyag; teljes tömeg felrobbanásának veszélye. |
| H202 | Robbanóanyag; kivetés súlyos veszélye. |
| H203 | Robbanóanyag; tűz, robbanás vagy kivetés veszélye. |
| H204 | Tűz vagy kivetés veszélye. |
| H205 | Tűz hatására a teljes tömeg felrobbanhat. |
| H220 | Rendkívül tűzveszélyes gáz. |
| H221 | Tűzveszélyes gáz. |
| H222 | Rendkívül tűzveszélyes aeroszol. |
| H223 | Tűzveszélyes aeroszol. |
| H224 | Rendkívül tűzveszélyes folyadék és gőz. |
| H225 | Fokozottan tűzveszélyes folyadék és gőz. |
| H226 | Tűzveszélyes folyadék és gőz. |
| H227 | Gyúlékony folyadék. |
| H228 | Tűzveszélyes szilárd anyag. |
| H229 | A tartály nyomás alatt van. Hő hatására széthasadhat. |
| H230 | Még levegő hiányában is robbanásszerű reakcióba léphet. |
| H231 | Magas nyomáson és/vagy hőmérsékleten még levegő hiányában is robbanásszerű reakcióba léphet. |
| H240 | Hő hatására robbanhat. |
| H241 | Hő hatására meggyulladhat vagy robbanhat. |
| H242 | Hő hatására meggyulladhat. |
| H250 | Levegővel érintkezve önmagától meggyullad. |
| H251 | Önmelegedő: meggyulladhat. |
| H252 | Nagy mennyiségben önmelegedő; meggyulladhat. |
| H260 | Vízzel érintkezve öngyulladásra hajlamos tűzveszélyes gázokat bocsát ki. |
| H261 | Vízzel érintkezve tűzveszélyes gázokat bocsát ki. |
| H270 | Tüzet okozhat vagy fokozhatja a tűz intenzitását, oxidáló hatású. |
| H271 | Tüzet vagy robbanást okozhat; erősen oxidáló hatású. |
| H272 | Fokozhatja a tűz intenzitását; oxidáló hatású. |
| H280 | Nyomás alatt lévő gázt tartalmaz; hő hatására robbanhat. |
| H281 | Mélyhűtött gázt tartalmaz; fagymarást vagy sérülést okozhat. |
| H290 | Fémekre korrozív hatású lehet. |
| H300 | Lenyelve halálos. |
| H301 | Lenyelve mérgező. |
| H302 | Lenyelve ártalmas. |
| H303 | Lenyelve ártalmas lehet. |
| H304 | Lenyelve és a légutakba kerülve halálos lehet. |
| H305 | Lenyelve és a légutakba kerülve ártalmas lehet. |
| H310 | Bőrrel érintkezve halálos. |
| H311 | Bőrrel érintkezve mérgező. |
| H312 | Bőrrel érintkezve ártalmas. |
| H313 | Bőrrel érintkezve ártalmas lehet. |
| H314 | Súlyos égési sérülést és szemkárosodást okoz. |
| H315 | Bőrirritáló hatású. |
| H316 | Enyhén bőrirritáló hatású. |
| H317 | Allergiás bőrreakciót válthat ki. |
| H318 | Súlyos szemkárosodást okoz. |
| H319 | Súlyos szemirritációt okoz. |
| H320 | Szemirritációt okoz. |
| H330 | Belélegezve halálos. |
| H331 | Belélegezve mérgező. |
| H332 | Belélegezve ártalmas. |
| H333 | Belélegezve ártalmas lehet. |
| H334 | Belélegezve allergiás és asztmás tüneteket, és nehéz légzést okozhat. |
| H335 | Légúti irritációt okozhat. |
| H336 | Álmosságot vagy szédülést okozhat. |
| H340 | Genetikai károsodást okozhat < meg kell adni az expozíciós útvonalat, ha meggyőzően bizonyított, hogy más expozíciós útvonal nem okozza a veszélyt >. |
| H341 | Feltehetően genetikai károsodást okoz < meg kell adni az expozíciós útvonalat, ha meggyőzően bizonyított, hogy más expozíciós útvonal nem okozza a veszélyt >.                                                                                            |
| H350 | Rákot okozhat < meg kell adni az expozíciós útvonalat, ha meggyőzően bizonyított, hogy más expozíciós útvonal nem okozza a veszélyt >. |
| H351 | Feltehetően rákot okoz < meg kell adni az expozíciós útvonalat, ha meggyőzően bizonyított, hogy más expozíciós útvonal nem okozza a veszélyt >. |
| H360 | Károsíthatja a termékenységet vagy a születendő gyermeket < ha ismert, meg kell adni a konkrét hatást > < meg kell adni az expozíciós útvonalat, ha meggyőzően bizonyított, hogy más expozíciós útvonal nem okozza a veszélyt >.                          |
| H361 | Feltehetően károsítja a termékenységet vagy a születendő gyermeket < ha ismert, meg kell adni a konkrét hatást > < meg kell adni az expozíciós útvonalat, ha meggyőzően bizonyított, hogy más expozíciós útvonal nem okozza a veszélyt >.                 |
| H362 | A szoptatott gyermeket károsíthatja. |
| H370 | Károsítja a szerveket < vagy meg kell adni az összes érintett szervet, ha ismertek > < meg kell adni az expozíciós útvonalat, ha meggyőzően bizonyított, hogy más expozíciós útvonal nem okozza a veszélyt >.                                             |
| H371 | Károsíthatja a szerveket < vagy meg kell adni az összes érintett szervet, ha ismertek > < meg kell adni az expozíciós útvonalat, ha meggyőzően bizonyított, hogy más expozíciós útvonal nem okozza a veszélyt >.                                          |
| H372 | Ismétlődő vagy hosszabb expozíció esetén < meg kell adni az expozíciós útvonalat, ha meggyőzően bizonyított, hogy más expozíciós útvonal nem okozza a veszélyt > károsítja a szerveket < vagy meg kell adni az összes érintett szervet, ha ismertek >.    |
| H373 | Ismétlődő vagy hosszabb expozíció esetén < meg kell adni az expozíciós útvonalat, ha meggyőzően bizonyított, hogy más expozíciós útvonal nem okozza a veszélyt > károsíthatja a szerveket > vagy meg kell adni az összes érintett szervet, ha ismertek >. |
| H400 | Nagyon mérgező a vízi élővilágra. |
| H401 | Mérgező a vízi élővilágra. |
| H402 | Ártalmas az vízi élővilágra. |
| H410 | Nagyon mérgező a vízi élővilágra, hosszan tartó károsodást okoz. |
| H411 | Mérgező a vízi élővilágra, hosszan tartó károsodást okoz. |
| H412 | Ártalmas a vízi élővilágra, hosszan tartó károsodást okoz. |
| H413 | Hosszan tartó ártalmas hatást gyakorolhat a vízi élővilágra. |

## EU specifikus H mondatok
Mivel a korábbi figyelmeztető mondattípusok (R-mondatok) számos olyan kitételt tartalmaztak,  amelyek az ENSZ által meghatározott figyelmeztető mondat listában nem voltak megtalálhatóak,  így az európai döntéshozók kialakítottak egy kifejezetten EU-specifikus figyelmeztető mondat fajtát,  amelyet EUH jelöléssel látnak el:
| EUH 001  | Száraz állapotban robbanásveszélyes. |
| EUH 006  | Levegővel érintkezve vagy anélkül is robbanásveszélyes. |
| EUH 014  | Vízzel hevesen reagál. |
| EUH 018  | A használat során tűzveszélyes/robbanásveszélyes gőz/levegő elegy keletkezhet.                                                                                 |
| EUH 019  | Robbanásveszélyes peroxidokat képezhet. |
| EUH 044  | Zárt térben hő hatására robbanhat. |
| EUH 029  | Vízzel érintkezve mérgező gázok képződnek. |
| EUH 031  | Savval érintkezve mérgező gázok képződnek. |
| EUH 032  | Savval érintkezve nagyon mérgező gázok képződnek. |
| EUH 066  | Ismétlődő expozíció a bőr kiszáradását vagy megrepedezését okozhatja.                                                                                          |
| EUH 070  | Szembe kerülve mérgező. |
| EUH 071  | Maró hatású a légutakra. |
| EUH 059  | Veszélyes az ózonrétegre. |
| EUH 201  | Ólmot tartalmaz. Tilos olyan felületeken használni, amelyeket gyermekek szájukba vehetnek.                                                                     |
| EUH 201A | Figyelem! Ólmot tartalmaz. |
| EUH 202  | Cianoakrilát. Veszély! Néhány másodperc alatt a bőrre és a szembe ragad. Gyermekektől elzárva tartandó.                                                        |
| EUH 203  | Krómot (VI) tartalmaz. Allergiás reakciót válthat ki. |
| EUH 204  | Izocianátokat tartalmaz. Allergiás reakciót válthat ki. |
| EUH 205  | Epoxid tartalmú vegyületeket tartalmaz. Allergiás reakciót válthat ki.                                                                                         |
| EUH 206  | Figyelem! Tilos más termékekkel együtt használni. Veszélyes gázok (klór) szabadulhatnak fel.                                                                   |
| EUH 207  | Figyelem! Kadmiumot tartalmaz! A használat során veszélyes füstök képződnek. Lásd a gyártó által közölt információt. Be kell tartani a biztonsági előírásokat. |
| EUH 208  | -t tartalmaz. Allergiás reakciót válthat ki. |
| EUH 209  | A használat során fokozottan tűzveszélyessé válhat. |
| EUH 209A | A használat során tűzveszélyessé válhat. |
| EUH 210  | Kérésre biztonsági adatlap kapható. |
| EUH 401  | Az emberi egészség és a környezet veszélyeztetésének elkerülése érdekében be kell tartani ahasználati utasítás előírásait                                      |